# فرودگاه ماونتن ولی
فرودگاه ماونتن ولی (به انگلیسی: Mountain Valley Airport) یک فرودگاه همگانی بهره‌برداری هوایی است که یک باند فرود آسفالت و خاک دارد و طول باند آن ۱۴۹۰ متر است. این فرودگاه در شهر تهاچاپی، کالیفرنیا کشور ایالات متحده آمریکا قرار دارد و در ارتفاع ۱۲۸۶ متری از سطح دریا واقع شده‌است.